# Republikanischer Richterbund
Der Republikanische Richterbund war ein 1922 gegründeter Zusammenschluss von Richtern, Verwaltungsjuristen, Politikern und Rechtslehrern in Deutschland. Er bestand bis zum 14. März 1933.

## Entstehung
Der Republikanische Richterbund (RRB) wurde als Reaktion auf eine der Weimarer Republik neutral bis offensichtlich ablehnend gegenüberstehende Richterschaft gegründet. In seinem Gründungsaufruf, der bereits am 30. Dezember 1921 in der sozialdemokratischen Tageszeitung Vorwärts veröffentlicht wurde, verlangten die Gründer, unter ihnen der langjährige Vorsitzende des Bundes, Wilhelm Kroner, eine unabhängige Justiz, eine umfassende Justizreform sowie ein Richtertum, das sich vorbehaltlos zur demokratischen Weimarer Republik und zur sozialen Gerechtigkeit bekennt. Der RRB verstand sich als Verfassungsverein, nicht jedoch als Standes- oder Berufsvereinigung, und überließ es seinen Mitgliedern nach § 2 ihrer Satzung, ihre beruflichen Interessen in den jeweiligen Berufsvereinigungen wahrzunehmen. Der RRB geriet bald nach ihrer Gründung in Widerspruch zum Deutschen Richterbund und zu den Richtervereinen der einzelnen Länder: Der RRB warf dem Deutschen Richterbund und den Landesvereinen vor, nicht nur in seiner Zeitschrift Deutsche Richterzeitung eine offen republikfeindliche Gesinnung zu äußern. Dagegen vertrat der Deutsche Richterbund die Auffassung, dass eine Verquickung von Rechtsprechung und Politik, wie sie der Republikanische Richterbund vertrete, unheilvoll sei. Der Deutsche Richterbund sah sich dabei als Vertreter einer nur dem Staat und dem Gesetz verpflichteten „unpolitischen“ Justiz, wobei sein Staatsbegriff abstrakt und von der geltenden Verfassungsform unabhängig war, weshalb die Mehrheit seiner Mitglieder die Weimarer Republik innerlich ablehnte und antirepublikanischen Parteien, wie der DVP und der DNVP, zugewandt war. Diese „unpolitische“ Haltung äußerte sich unter anderem darin, dass Richter die Novemberrevolution als Hochverrat ansahen und etwa das Landgericht Magdeburg im „Prozess Rothardt“ den damaligen Reichspräsidenten Friedrich Ebert als des Landesverrats schuldig ansah.

## Tätigkeit
Im Rahmen seiner Zielsetzungen setzte sich der Republikanische Richterbund zunächst kritisch mit der antirepublikanischen Rechtsprechung in der Weimarer Republik auseinander. Darüber hinaus trat er mit Forderungen zur Justizreform in die Öffentlichkeit. Er verlangte u. a. die Übernahme der gesamten Justiz durch das Reich, die soziale Öffnung des Richterberufs, die Zulassung von Frauen als Berufs- und Laienrichterinnen, die Stärkung des Laienelements in den Straf- und Arbeitsgerichten, eine einheitliche Regelung des Strafvollzuges und eine am Geist der sozialen Republik orientierte Ausbildung der neuen Richter.
Ab 1925 gab der Republikanische Richterbund die Zeitschrift Die Justiz, Zeitschrift für Erneuerung des Deutschen Rechtswesens, zugleich Organ des Republikanischen Richterbundes heraus. Als Herausgeber zeichnete der Vorsitzende des Bundes, Rat am Preußischen Oberverwaltungsgericht Wilhelm Kroner, in Verbindung mit Wolfgang Mittermaier, Gustav Radbruch und Hugo Sinzheimer. Die Zeitschrift stellte in den folgenden Jahren eines der wichtigsten Organe der Justizkritik in der Weimarer Republik dar. Zu ihren Autoren zählten u. a. Ernst Fraenkel und Robert Kempner.
Kritik äußerte der RRB auch an der Hochverratsrechtsprechung des 4. Strafsenats des Reichsgerichts, wobei der langjährige Präsident des Senats sogar Mitglied des Bundes war.
In Fragen der Justizreform trat der Bund der Abschaffung der Schwurgerichte entgegen, da ab 1925 an Stelle von drei Richtern und zwölf Geschworenen eine lediglich noch als Schwurgericht bezeichnete Große Strafkammer mit drei Berufsrichtern und zwei Schöffen über Kapitalverbrechen zu urteilen hatte und das Laienelement in der Strafjustiz hierdurch geschwächt wurde.

## Mitglieder
Vorsitzender des Republikanischen Richterbundes war bis zu dessen Auflösung Wilhelm Kroner, seit 1925 Oberverwaltungsgerichtsrat am Preußischen Oberverwaltungsgericht in Berlin. Seine Berufung an das Oberverwaltungsgericht durch den damaligen preußischen Innenminister Carl Severing war mit dem Vorwurf verbunden, die Beförderung sei nur auf Grund seiner Stellung im Republikanischen Richterbund erfolgt. Arnold Freymuth, seit 1923 Senatspräsident am Kammergericht, gehörte dem Vorstand des Republikanischen Richterbundes ebenso an wie Hermann Großmann, seit 1930 Reichsgerichtsrat. Weitere bekannte Mitglieder waren der württembergische Amtsgerichtsrat Fritz Bauer, der bayerische Landgerichtsrat Wilhelm Hoegner, die Hochschullehrer Gustav Radbruch und Hugo Sinzheimer, die Senatspräsidenten am Kammergericht Alfred Orgler und Fritz Goldschmidt, die Rechtsanwälte Ludwig Bendix und Ernst Fraenkel sowie der Oberregierungsrat Robert Kempner. Die Mitglieder standen überwiegend der DDP und der SPD nahe oder waren dort Mitglied. Einige Mitglieder des RRB waren auch Mitglieder im Zentrum, in der DVP oder, wie der spätere Reichsgerichtsrat Friedrich Hartung, in der DNVP.
Die Mitgliederzahl des Bundes dürfte 400 nicht überschritten haben.

## Auflösung und Auswirkungen
Nach der Machtübernahme des NS-Regimes am 30. Januar 1933 wurde der Republikanische Richterbund am 14. März 1933 aufgelöst. Ob er zu diesem Zeitpunkt bereits verboten worden war oder einem Verbot durch Selbstauflösung zuvorkam, lässt sich nicht mehr feststellen. Da viele der Mitglieder des Republikanischen Richterbunds der SPD angehörten oder nach den Rassebegriffen der NS-Regierung als Juden galten, wurde eine Vielzahl der Mitglieder des Bundes im Rahmen des Gesetzes zur Wiederherstellung des Berufsbeamtentums entlassen oder versetzt. Für den Bezirk des Kammergerichts in Berlin lässt sich feststellen, dass von 68 Richtern und Staatsanwälten, die Mitglieder des Republikanischen Richterbundes waren, fünf nach § 5 dieses Gesetzes versetzt und die übrigen 63 mit unterschiedlichen Gründen aus ihren Ämtern entfernt wurden. Der Vorsitzende Wilhelm Kroner wurde 1942 nach Theresienstadt deportiert, wo er wenige Tage später starb, sein enger Mitarbeiter Arnold Freymuth emigrierte noch 1933 nach Frankreich, wo er am 14. Juli 1933 den Freitod wählte.
Die Forderungen des Republikanischen Richterbundes wurden teilweise in der Bundesrepublik Deutschland umgesetzt. So müssen nach § 9 Nr. 2 des Deutschen Richtergesetzes Richter die Gewähr dafür bieten, dass sie jederzeit für die freiheitliche demokratische Grundordnung im Sinne des Grundgesetzes eintreten; die Richtereide der einzelnen Landesrichtergesetze verlangen zudem, das Richteramt getreu dem Grundgesetz und der jeweiligen Landesverfassung auszulegen. Auch Frauen ist inzwischen der Zugang zum Berufs- und Laienrichteramt gewährleistet.
Die Erfahrungen der Weimarer Republik konnten jedoch nicht verhindern, dass zunächst viele Richter trotz ihrer Belastung aus der Zeit des Nationalsozialismus ihre Tätigkeit fortsetzten und auch zur Verfassung der Bundesrepublik Deutschland nur ein neutrales, wenn nicht sogar ablehnendes Verhältnis aufwiesen.
Eine dem Republikanischen Richterbund entsprechende Richterorganisation entstand in der Bundesrepublik Deutschland nicht. Der Deutsche Richterbund, der zunächst korporativ dem Bund Nationalsozialistischer Deutscher Juristen beigetreten war und sich Ende 1933 aufgelöst hatte, wurde 1949 wiederbegründet. Erst spät setzte er sich mit seinem Verhalten in der Weimarer Republik und dem Verhalten seiner Mitglieder während der NS-Diktatur auseinander. In der 1949 gegründeten Gewerkschaft ÖTV wurde eine Fachgruppe Richter und Staatsanwälte gebildet, die heute Teil der Fachgruppe Justiz der Gewerkschaft Verdi ist. Im Zusammenhang mit der Friedensbewegung in der Bundesrepublik Deutschland und der darin entstandenen Initiative „Richter und Staatsanwälte für den Frieden“, dem konservativen Selbstverständnis des Deutschen Richterbundes und der mangelnden Behandlung aktueller Berufs- und rechtspolitischer Fragen durch die damalige Gewerkschaft ÖTV entstand Ende der 1980er Jahre die Neue Richtervereinigung, die Berufsverband sein will und sich in der Nachfolge des Republikanischen Richterbundes sieht.